# Naturbahnrodel-Weltmeisterschaft 1992
Die 8. FIL-Naturbahnrodel-Weltmeisterschaft fand vom 29. Januar bis 2. Februar 1992 in Bad Goisern in Österreich statt.

## Einsitzer Herren
| Platz | Name                   | Zeit |
| ----- | ---------------------- | ---- |
| 01    | Gerhard Pilz           | ?    |
| 02    | Willi Danklmaier       | ?    |
| 03    | Franz Obrist           | ?    |
| 04    | Anton Blasbichler      | ?    |
| 05    | Günther Steinhauser    | ?    |
| 06    | Georg Eberharter       | ?    |
| 07    | Manfred Gräber         | ?    |
| 08    | Harald Steinhauser     | ?    |
| 09    | Erwin Dietrich         | ?    |
| 10    | Reinhold Buchmann      | ?    |
| 11    | Matthäus Hofer         | ?    |
| 12    | Erhard Mahlknecht      | ?    |
| 13    | Manfred Danklmaier     | ?    |
| 14    | Jerzy Sidoruk          | ?    |
| 15    | Tore Borke             | ?    |
| 16    | Knut Solheim           | ?    |
| 17    | Krzysztof Niewiadomski | ?    |
| 18    | Hans Noll              | ?    |
| 19    | Ari Tuominen           | ?    |
| 20    | Norbert Parusel        | ?    |
| 21    | Wolfgang Schröttner    | ?    |
| 22    | Greg Guertin           | ?    |
| 23    | Toni Maurer            | ?    |
| 24    | Ludwig Nöhmeier        | ?    |
| 25    | Simon Bernik           | ?    |
| 26    | Timo Heikkilä          | ?    |
| 27    | Janez Luznar           | ?    |
| 28    | Bartłomiej Żak         | ?    |
| 29    | Georgi Woronow         | ?    |
| 30    | Andrei Tschernezow     | ?    |
| 31    | Sergei Kwasnikow       | ?    |
| 32    | Jewgeni Jakusin        | ?    |
| 33    | Damian Hryńko          | ?    |
| 34    | Jerzy Chwalik          | ?    |
| 35    | Yves De Bernardis      | ?    |
| 36    | Matej Sebjanic         | ?    |
| 37    | Andreas Stiepan        | ?    |
| 38    | Vili Rakovec           | ?    |
| 39    | Jaret Connelly         | ?    |
| 40    | Andrej Habjan          | ?    |
| 41    | Boris Nastran          | ?    |
| 42    | Tscheslaw Schumilow    | ?    |
| 43    | Albert Karlsson        | ?    |
| 44    | Richard Way            | ?    |
| 45    | Lubomír Vymazal        | ?    |
| 46    | Ben Heijmeijer         | ?    |
| --    | Zdeněk Chyba           | DNS  |
| --    | Trond Ramstad          | DNS  |
| --    | Manfred Kleinhans      | DNS  |
| --    | Kristian Roel          | DNF  |
| --    | Sten Helge Syversen    | DNF  |

Zum dritten Mal in Folge wurde der Österreicher Gerhard Pilz Weltmeister im Einsitzer. Die Silbermedaille gewann Willi Danklmaier, ebenfalls aus Österreich, der bereits 1984 die Bronzemedaille gewonnen hatte. Dritter wurde der amtierende Europameister Franz Obrist aus Italien.

## Einsitzer Damen
| Platz | Name                   | Zeit |
| ----- | ---------------------- | ---- |
| 01    | Ljubow Panjutina       | ?    |
| 02    | Elvira Holzknecht      | ?    |
| 03    | Irene Koch             | ?    |
| 04    | Doris Haselrieder      | ?    |
| 05    | Jeanette Koppensteiner | ?    |
| 06    | Chalida Alimowa        | ?    |
| 07    | Doris Perathoner       | ?    |
| 08    | Sonja Steinacher       | ?    |
| 09    | Delia Vaudan           | ?    |
| 10    | Renate Koch            | ?    |
| 11    | Brigitte Feinig        | ?    |
| 12    | Joanna Korzeniowska    | ?    |
| 13    | Monique Lahey          | ?    |
| 14    | Tammy Wills            | ?    |
| 15    | Vicky Goertzen         | ?    |
| 16    | Monica Walker          | ?    |
| 17    | Carolynn Tooth         | ?    |
| 18    | Tiina Jaeppinen        | ?    |

Durch die Russin Ljubow Panjutina ging zum ersten Mal ein Weltmeistertitel im Naturbahnrodeln nicht nach Italien oder Österreich. Panjutina hatte bereits vor zwei Jahren die Bronzemedaille gewonnen. Die zweitplatzierte Elvira Holzknecht aus Österreich gewann ihre erste Medaille bei Großereignissen. Die drittplatzierte Irene Koch, ebenfalls aus Österreich, hatte zuvor schon mehrere Medaillen bei Welt- und Europameisterschaften gewonnen. Die Titelverteidigerin Jeanette Koppensteiner wurde Fünfte.

## Doppelsitzer
| Platz | Name                                       | Zeit |
| ----- | ------------------------------------------ | ---- |
| 01    | Almir Betemps – Corrado Herin              | ?    |
| 02    | Roland Wolf – Stefan Kögler                | ?    |
| 03    | Michael Bischofer – Herbert Kögl           | ?    |
| 04    | Arnold Lunger – Günther Steinhauser        | ?    |
| 05    | Tscheslaw Schumilow – Andrei Tschernezow   | ?    |
| 06    | Helmut Ruetz – Andi Ruetz                  | ?    |
| 07    | Krzysztof Niewiadomski – Oktawian Samulski | ?    |
| 08    | Roland Niedermair – Hubert Burger          | ?    |
| 09    | Damian Hryńko – Jerzy Chwalik              | ?    |
| 10    | Jewgeni Jakusin – Sergei Kwasnikow         | ?    |
| 11    | Wassili Iljin – Oleg Janow                 | ?    |
| 12    | Ari Tuominen – Timo Heikkilä               | ?    |
| --    | Trond Ramstad – Tore Borke                 | DNS  |

Die Italiener Almir Betemps und Corrado Herin wurden zum zweiten Mal nach 1986 Weltmeister im Doppelsitzer. Für die zweitplatzierten Roland Wolf und Stefan Kögler war es die einzige Medaille bei Titelkämpfen. Ebenfalls seine einzige Medaille bei Titelkämpfen gewann Michal Bischofer, während sein Doppelpartner Herbert Kögl später mit Reinhard Beer große Erfolge feierte.

## Medaillenspiegel
| Platz | Land           | Gold | Silber | Bronze | Gesamt |
| ----- | -------------- | ---- | ------ | ------ | ------ |
| 1.    | Österreich     | 1    | 3      | 2      | 6      |
| 2.    | Italien        | 1    | —      | 1      | 2      |
| 3.    | Vereintes Team | 1    | —      | —      | 1      |